# Zaraza ziemniaka

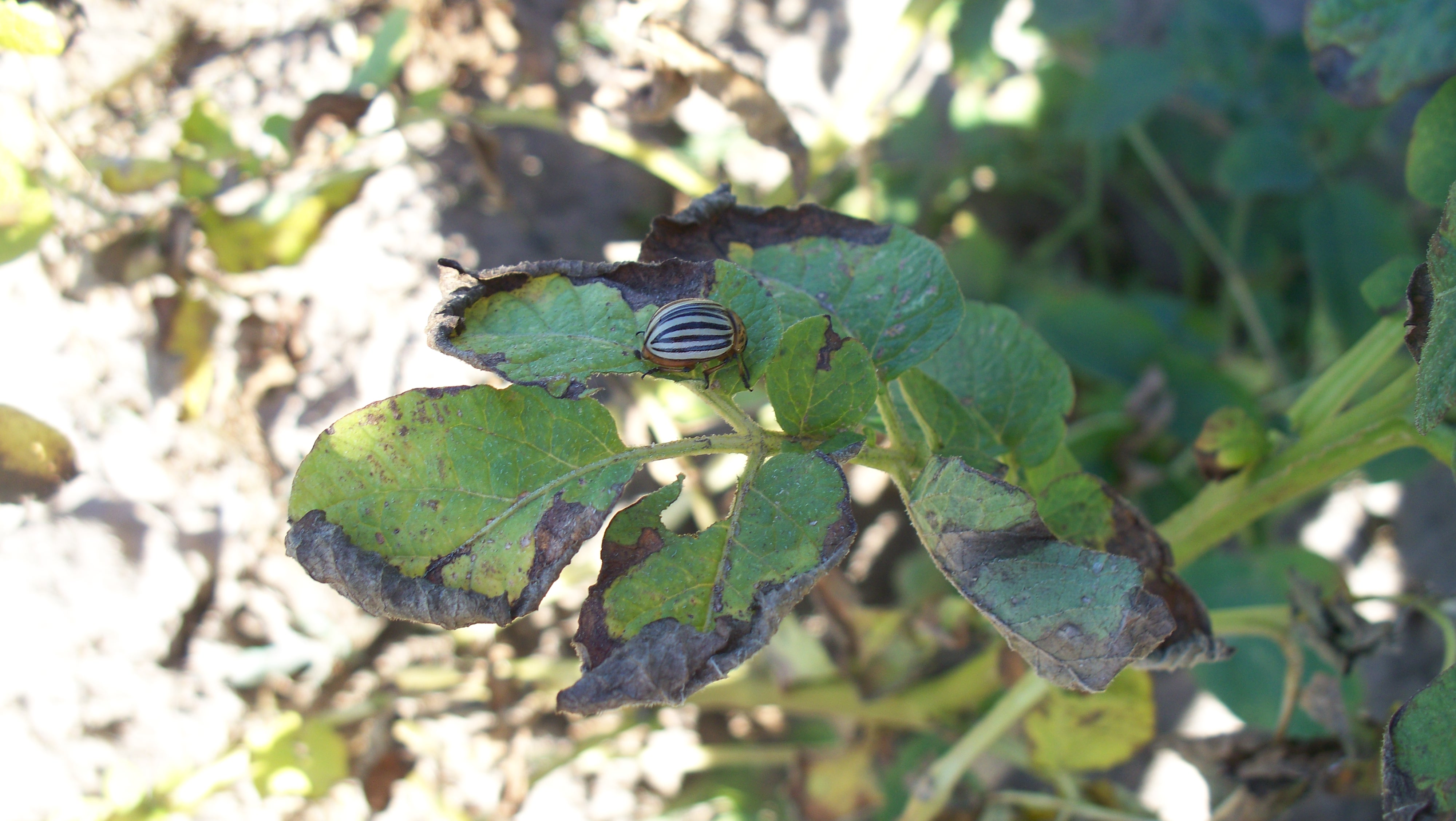
Stonka ziemniaczana i zaraza na liściach ziemniaka

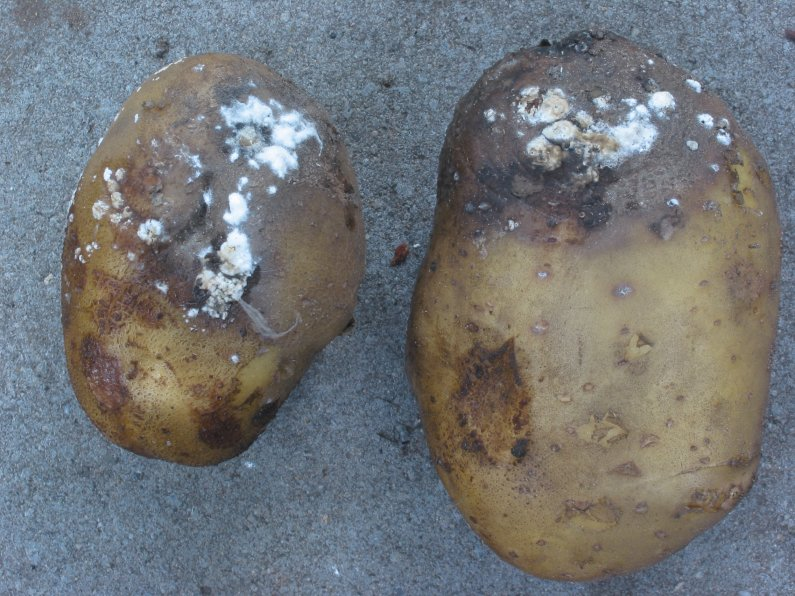
Porażone bulwy ziemniaka

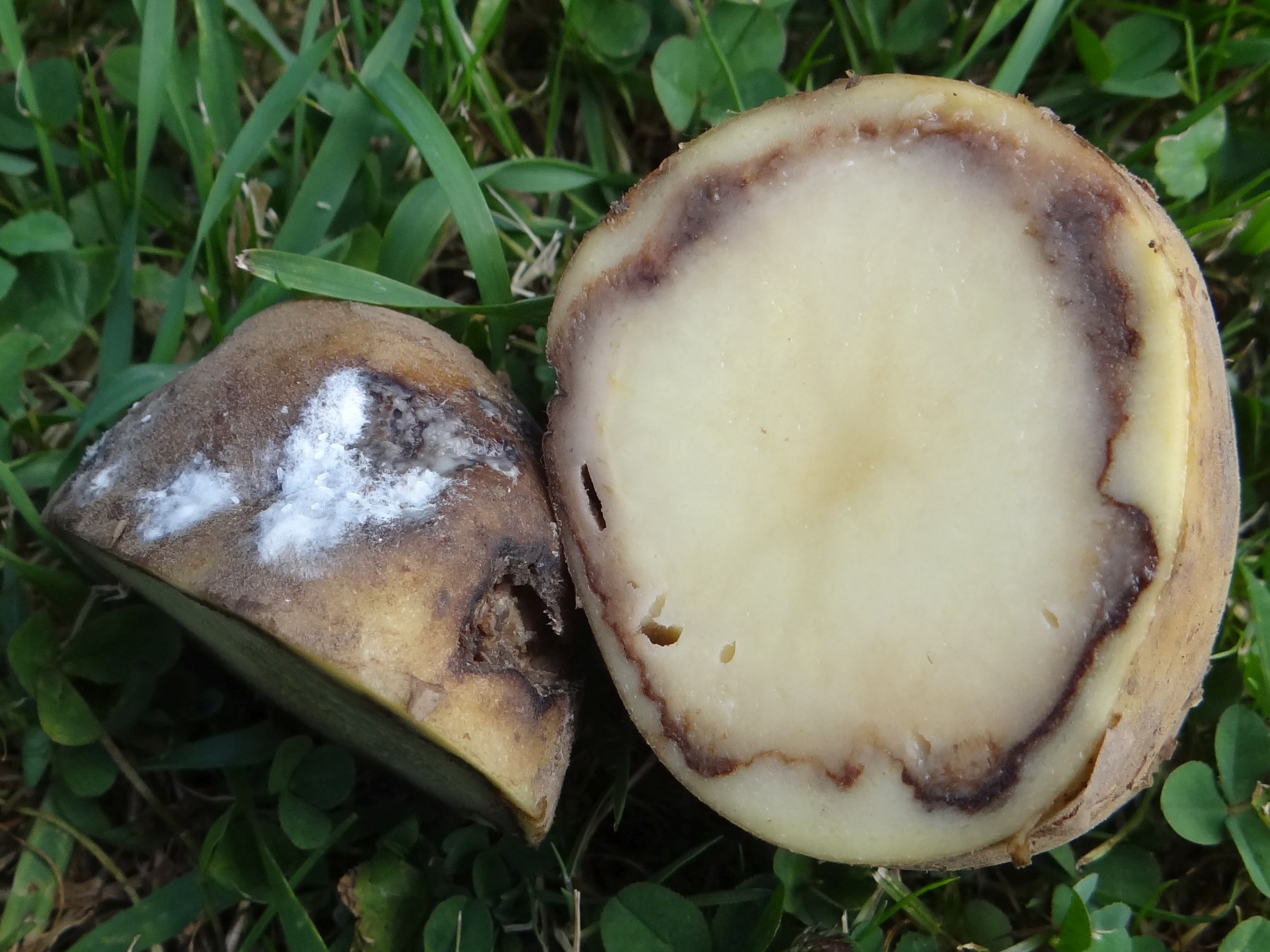
Przekrój przez porażoną bulwę

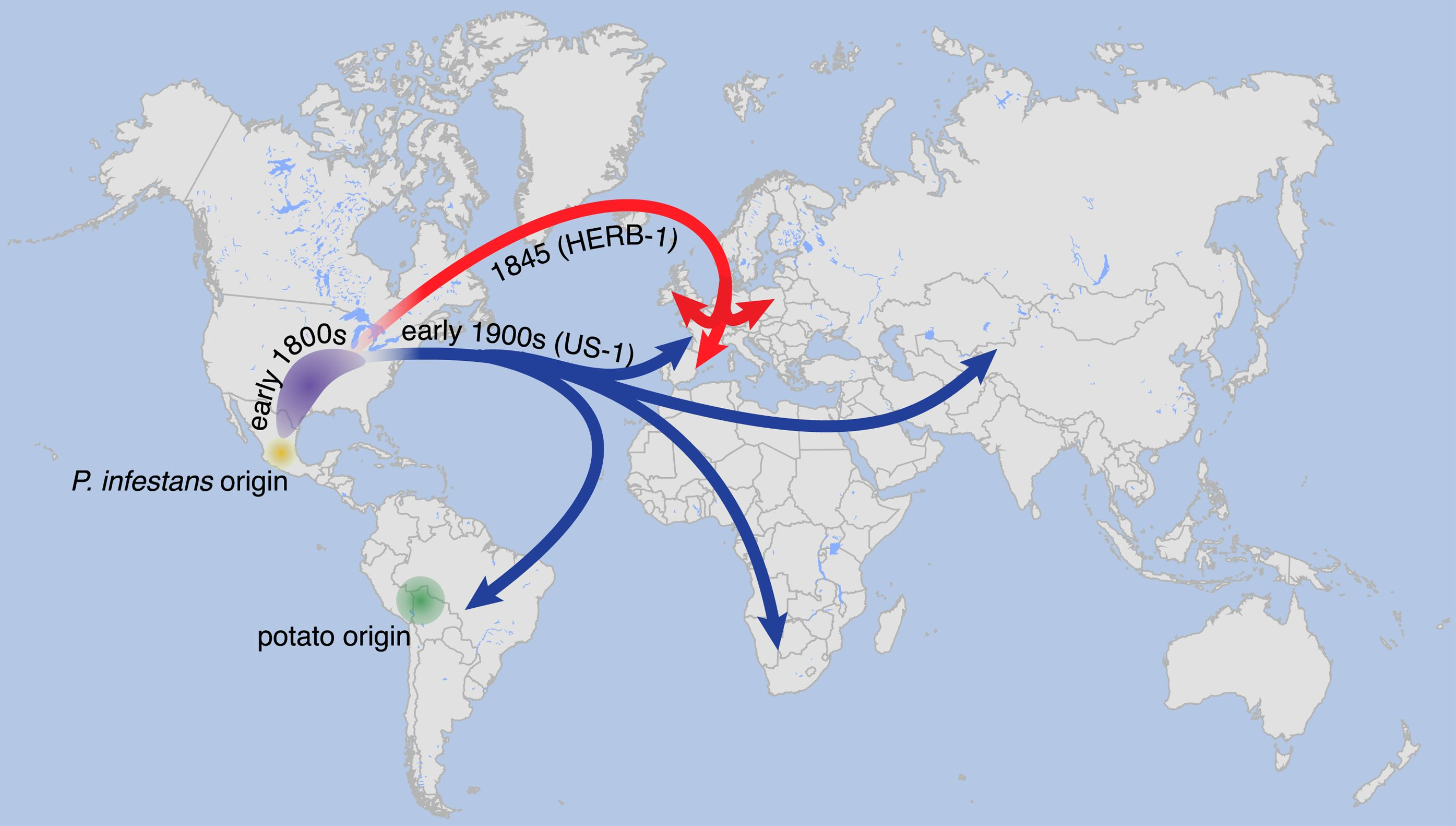
Rozprzestrzenianie się zarazy ziemniaka na świecie według hipotezy źródła meksykańskiego. Istnieją również hipotezy źródła andyjskiego lub mieszanego.

Zaraza ziemniaka – choroba ziemniaka wywołana przez Phytophthora infestans. Należy do grupy chorób zwanych fytoftorozami. Czasami (rzadko) poraża także inne gatunki roślin z rodziny psiankowatych.

## Występowanie i szkodliwość
W skali świata zaraza ziemniaka prowadzi do utraty 8–10% plonu. W Polsce, przy ochronie jedynie 40% powierzchni plantacji średnie straty plonu to 20–25%. Globalne straty w uprawach ziemniaka szacuje się na 6,7 mld USD rocznie. Koszt fungicydów zużywanych na walkę z chorobą to około 1 mld USD na rok.
W Europie zaraza ziemniaka pojawiła się w 1845 w Belgii, skąd rozpowszechniła się na inne rejony. Wcześniej nie była znana, ale jej początków doszukuje się w Meksyku. Inne badania przemawiają za miejscem wyewoluowania patogenu w Andach. Epidemia zarazy ziemniaka w Irlandii w latach czterdziestych XIX wieku była przyczyną wielkiego głodu. Efektem epidemii była śmierć głodowa lub emigracja ponad 2 milionów Irlandczyków. Także w innych krajach Europy, znacząco ograniczała zbiory pod koniec XIX wieku. Sposoby jej zwalczania opracowano dopiero później.
Zaraza ziemniaczana niszczy części nadziemne roślin oraz bulwy, zarówno w czasie wegetacji, jak i po zbiorze. Poraża początkowo stolony, które gniją, następnie przenosi się na bulwy, wywołując ich psucie się i spadek plonów także w fazie przechowywania. Patogen wytwarza jednokomórkowe zarodniki, przenoszone przez wiatr na inne rośliny.
Phytophthora infestans poraża także pomidora, wywołując u niego zarazę ziemniaka na pomidorze.

## Objawy
Na brzegach liści pojawiają się wodniste, początkowo żółtawo-brunatne, a potem brunatne i stopniowo powiększające się plamy. W czasie wilgotnej pogody na dolnej stronie liści pojawia się biały nalot utworzony przez sporangiofory i powstające na nich zarodniki. W czasie suchej pogody choroba ulega zahamowaniu, biały nalot zanika, ale liście zasychają i marszczą się. Brunatne plamy i biały nalot grzybni pojawia się także na łodygach. Czasami najpierw pojawia się nalot na liściach, później na łodygach, czasami odwrotnie, lub równocześnie. W czasie suchej pogody nalot na łodygach nie znika. Na bulwach ziemniaka objawy pojawiają się dopiero w okresie zbioru, lub później, podczas ich przechowywania. Mają postać nieregularnego kształtu szarosinych plam i wgłębień, pod którymi miąższ bulwy przebarwia się na rdzawobrunatny kolor i zaczyna gnić. Początkowo gnijąca część bulwy jest twarda, później jednak wskutek zakażenia innymi drobnoustrojami staje się mokra i miękka.
Okres pojawienia się choroby na nadziemnych częściach roślin zależy od pogody. W Polsce zazwyczaj następuje to w lipcu lub sierpniu, ale w niektórych latach już w czerwcu, a w niektórych nie pojawia się wcale.

## Epidemiologia
Zakażenie zarazą bulw ziemniaka następuje podczas wykopków ziemniaków, gdy dochodzi do bezpośredniego kontaktu z nadziemnymi częściami roślin, na których występują zarodniki. Wnikają one do bulw przez przetchlinki lub rany. Nie dochodzi do zakażeń podczas przechowywania bulw. Rozprzestrzenianiu się epidemii na polach sprzyjają duże jednorodne odmianowo obszary. Znaczenie mają też czynniki klimatyczne, pogodowe i glebowe. Phytophthora infestans rozprzestrzenia się szybko w warunkach wysokiej wilgotności powietrza, połączonej z częstymi opadami oraz przy temperaturze powyżej 10 °C.
Patogen wywołujący zarazę ziemniaka cechuje się w stosunku do innych przedstawicieli rodzaju wyjątkowo dużym genomem, którego wielkość oszacowano na 240 milionów par zasad. Około 74% DNA to odcinki powtarzalne. Cechy te prawdopodobnie umożliwiają szybką ewolucję i związaną z tym adaptację patogenu do gospodarza. Za odporność roślin ziemniaka odpowiadają co najmniej trzy geny R, pozostające w relacji do locus awirulencji patogenu Avr3b-Avr10-Avr11.
Geny odporności na patogen znaleziono także u Solanum bulbocastanum. Gatunek o liczbie chromosomów 2n = 2x = 24 nie jest jednak w stanie krzyżować się z odmianami uprawnymi. Gen RB nadający odporność został sklonowany. Możliwe jest uzyskanie metodami inżynierii genetycznej odmiany cisgenicznej wykazującej się odpornością na zarazę ziemniaka. Odmiana taka nie byłaby objęta surowymi regulacjami prawnymi, obowiązującymi w Unii Europejskiej, dotyczącymi transgenicznych roślin.

## Ochrona
Ochrona przed zarazą ziemniaka jest bardzo trudna. Konieczna jest ochrona kompleksowa:
- sortowanie sadzeniaków i niszczenie chorych, odrzuconych podczas sortowania
- sadzenie tylko zdrowych bulw
- unikanie bliskiego sąsiedztwa plantacji ziemniaków i pomidorów
- wysokie obsypywanie rzędów ziemniaków. Ogranicza to porażenie bulw
- wykopki ziemniaków przy suchej i słonecznej pogodzie. Na powierzchni bulw nie ma wówczas zarodników zarazy
- uprawa odmian ziemniaków o krótkim okresie wegetacji. Zmniejsza to czas rozwoju patogenu
- ochrona chemiczna. Znajomość czynników sprzyjających rozprzestrzenianiu patogenu doprowadziła do powstania systemów informacji dla rolników, które określają, jak często powinny być wykonywane zabiegi opryskiwania fungicydami w zależności od warunków środowiska[14]. Obecnie do opracowywania terminarza oprysków stosuje się programy komputerowe uwzględniające wiele różnych parametrów pogody, cech rozwojowych patogenu wywołującego zarazę oraz podatności danej odmiany na chorobę. W okresach rozprzestrzeniania się epidemii stosowane są fungicydy systemowe zawierające związki: metalaksyl, benalaksyl, cymoksanil, propamokarb(inne języki), mandipropamid(inne języki), fluopikolid(inne języki), fenamidon(inne języki), zazwyczaj z domieszką środków niewnikających do tkanek rośliny[3].

W populacji Phytophthora infestans obserwuje się stosunkowo szybkie pojawienie się odporności na stosowane środki chemicznej ochrony roślin.
Trwają prace nad wyhodowaniem odmian ziemniaka odpornych na wywołujący chorobę patogen. Geny odporności znaleziono u dzikiego ziemniaka – Solanum demissum. Gatunek ten był wykorzystany do zmniejszenia wrażliwości odmian uprawnych na początku XX wieku. Uzyskane odmiany nie są jednak odporne na wszystkie szczepy Phytophthora infestans, a dodatkowo szybko doszło do złamania mechanizmów odpornościowych w wyniku ewolucji.